# Emmanuel Hussenot
Emmanuel Hussenot (* 29. September 1951 in Saint-Cloud) ist ein französischer Musiker (Kornett, Trompete, Saxophone, Flöte, Gesang) des Traditional Jazz.
Hussenot begann seine Musikerkarriere als Autodidakt; er spielte in den 1970er-Jahren Kornett in Jean-Pierre Morels Sharkey & Co., mit der erste Plattenaufnahmen entstanden (Kansas City Kitty, 1972, u. a. mit Alain Marquet, Jean-Jacques Bodu, Daniel Huck) und mit der er auch in der DDR konzertierte. Ab den 1980er-Jahren arbeitete er mit seiner eigenen Formation Orphéon Célesta, mit der er u. a. auch auf dem Traditional Jazz Festival Breda auftrat, mit z. T. humoristischen Programmen wie Cuisine au jazz, Siphonée Symphonie, La Prehistoire du Jazz und La vocalise en carton. 1990 erhielt er mit seiner Band den Prix Sidney Bechet der französischen Académie du Jazz, 1994 den Grand Prix du Festival d’Humour de Saint Gervais. Im Bereich des Jazz war er zwischen 1972 und 2013 an 27 Aufnahmesessions beteiligt.